# Краснополье (Александрийский район)
Краснополье (укр. Краснопілля) — село в Петровской поселковой общине Александрийского района Кировоградской области Украины.
Население по переписи 2001 года составляло 99 человек. Почтовый индекс — 28333. Телефонный код — 5237. Код КОАТУУ — 3524985903.

## История
В 1946 году указом ПВС УССР село Лелековка Первая переименовано в Краснополье.
До 2020 года входило в Петровский район